# 政策医療
政策医療（せいさくいりょう）とは、日本において国がその医療政策を担うべき医療であると厚生労働省が定めているものである。現在、19の医療分野がある。
国立高度専門医療研究センター及び独立行政法人国立病院機構は民間病院に任せるだけでは不十分と考えられるこれらの分野に特化した医療を提供するのみならず、臨床研究、教育研修、情報発信等を行っていくことを目的の一としている。現在、国立高度専門医療研究センターや国立病院機構のうち大規模な病院を中心として、国立病院機構間でそれぞれの医療分野についてネットワークが形成されている。
平成19年版厚生労働白書においては、124頁、191頁に政策医療の記載がある。

## 現在の政策医療分野
- がん
- 循環器病
- 精神疾患
- 神経・筋疾患（脊髄損傷、てんかん及び進行性筋ジストロフィーを含む）
- 成育医療
- 腎疾患
- 重症心身障害
- 骨・運動器疾患
- 呼吸器疾患（結核を含む）
- 免疫異常
- 内分泌・代謝性疾患
- 感覚器疾患
- 血液・造血器疾患
- 肝疾患
- エイズ
- 長寿医療
- 災害医療
- 国際医療協力
- 国際的感染症

## 国立高度専門医療研究センターが担う政策医療分野
- 国立がん研究センター　　　　　 - がん
- 国立循環器病研究センター　　　 - 循環器病
- 国立精神・神経医療研究センター - 精神疾患、神経・筋疾患、重症心身障害
- 国立国際医療研究センター　　　 - エイズ、国際医療協力、国際的感染症、肝・免疫疾患、糖尿病
- 国立成育医療研究センター　　　 - 成育医療
- 国立長寿医療研究センター　　　 - 長寿医療

## 独立行政法人国立病院機構の高度専門医療施設
独立行政法人国立病院機構が運営する以下の病院は、高度専門医療施設（準ナショナルセンター）として、全国の国立病院機構のネットワークにおける中心施設に位置づけられている。
- 国立病院機構千葉東病院　　　　　　　 - 腎疾患
- 国立病院機構東京医療センター　　　　 - 感覚器疾患
- 国立病院機構災害医療センター　　　　 - 災害医療
- 国立病院機構村山医療センター　　　　 - 骨・運動器疾患
- 国立病院機構相模原病院　　　　　　　 - 免疫異常
- 国立病院機構名古屋医療センター　　　 - 血液・造血器疾患
- 国立病院機構京都医療センター　　　　 - 内分泌・代謝性疾患
- 国立病院機構近畿中央胸部疾患センター - 呼吸器疾患（結核を含む）
- 国立病院機構長崎医療センター　　　　 - 肝疾患

上記の8施設及び高度総合診療施設である大阪医療センター・九州医療センターの各病院に臨床研究センターが設けられている。

## 問題点
- 僻地における小児科の不足から、小児救急を新たに政策医療に加えるべしという意見がある。